# Perth Spirit
Maillots
Dernière mise à jour : 25 octobre 2014.
Le Perth Spirit  est une franchise professionnelle de rugby à XV australienne, située à Perth en Australie occidentale, qui participe au National Rugby Championship depuis 2014. 

## Formation
Dès l’annonce de la création d’une compétition nationale de rugby à XV, l'Australian Rugby Championship en 2006, il était prévu qu’une des équipes serait basée à Perth, où existait depuis peu une équipe du Super 14, la Western Force, afin de représenter l’ouest du pays et rendre le championnat vraiment national. L’entraîneur choisi, John Mulvihill, était d’ailleurs l’un des entraîneurs adjoints de la Force.

Logo de la Western Force (Super Rugby)

Les joueurs provenaient en partie de la Western Force et de joueurs de clubs du championnat local. Néanmoins, l’Australian Rugby Championship mit la clé sous la porte dès la fin de la première saison et la franchise fut mise en sommeil. Elle fut réactivée fin 2013 lorsque la fédération australienne de rugby à XV (Australian Rugby Union, ARU) annonce la renaissance d'un championnat national à neuf équipes pour 2014. Le Spirit est relancé sous la protection de la Western Force qui met ses installations à la disposition des joueurs. L’un des obstacles est évidemment la distance, Perth se trouvant par exemple à plus de 4 000 kilomètres de Sydney.

## Nom et couleurs
Les couleurs, le nom et le logo du club, révélés le 21 mars 2007, ont été conservés en 2014. La synergie avec la Western Force se retrouve dans le choix du nom (Spirit / Force) et dans les logos identiques, seules les couleurs étant différentes. Le Spirit joue en noir et or, qui sont les couleurs traditionnelles de l’État d’Australie-occidentale. Le logo est un cygne noir stylisé, l'oiseau étant lui le symbole de l'État.
Selon la fédération de rugby locale, Rugby WA, le nom de Spirit (vigueur), comme celui de Force, symbolise « la force, la puissance, et le dynamisme, et évoque l’approche indépendante, libre et entreprenante avec laquelle les habitants de la région, les “West Aussies”, abordent la vie. »

## Stade
En 2007, le Spirit joua au Members Equity Stadium, qui est celui des footballeurs du Perth Glory. En 2014, le club décida de jouer dans des stades plus petits de l'agglomération de Perth pour s'implanter, plutôt que d'évoluer dans les grands stades de la ville qu'il peinerait à remplir. Dans le même esprit, le quatrième match de la saison inaugurale fut même joué à Adelaïde, en Australie-Méridionale, État où le rugby à XV est peu populaire.

## Palmarès
Demi-finaliste : 2007

## Joueurs célèbres
- Nathan Charles
- Adam Coleman
- Pekahou Cowan
- Kyle Godwin
- Dane Haylett-Petty
- Matt Hodgson
- Zack Holmes
- Ben McCalman
- Luke Morahan